# Alcides de Mendonça Lima
Alcides de Mendonça Lima (Bagé, 11 de outubro de 1859 — Rio de Janeiro, 26 de agosto de 1935) foi um jurista, advogado, escritor, historiador e político brasileiro.
Filho de João Pereira de Mendonça Lima, português e Ana Teresa de Mendonça Lima. Cursou direito na Faculdade de Direito de São Paulo, tendo como colegas Assis Brasil e Júlio de Castilhos. Durante o curso fez parte do Clube Republicano 20 de setembro, lá também escreveu e publicou, em 1882, a História Popular do Rio Grande do Sul, abrangendo desde os primórdios do Rio Grande até a Revolução Farroupilha. Concluiu o curso em 1882 e instalou-se em Pelotas.
Eleito deputado constituinte nacional, participou da elaboração da Constituição de 1891. Depois foi juiz em Rio Grande e Pelotas, além de deputado estadual. Julgou inconstitucional uma lei estadual publicada pelo governador Júlio Prates de Castilhos, pelo qual foi processado por duas vezes e duplamente inocentado pelo Supremo Tribunal Federal. Percebendo a inviabilidade de continuar como juiz, abandonou a carreira pública e estabeleceu uma banca de advocacia.
Tomou parte na Revolução de 1923, apoiando Assis Brasil.
Foi um dos fundadores da Academia Rio-Grandense de Letras.